# Skorstensfejer
En skorstensfejer renser alle skorstene, aftræksforbindelser og ildsteder, hvor der fyres med olie, brænde, halm eller biobrændsel samt stokerfyrede anlæg.
Har man i Danmark skorstene med ildsteder tilsluttet, skal de efterses og renses af uddannede skorstensfejere mindst en gang om året eller efter aftale med kunden. Bl.a. så skorstensbrand og forgiftning undgås. Gasskorstene er ikke omfattet af lovpligtig rensning, men renses efter aftale.
Skorstensfejerne foretager lovpligtigt brandpræventivt tilsyn af skorstene og fyringsanlæg i henhold til bygningsreglementerne btv 32 brændeovnsbekendtgørelsen. Der er frit valg af skorstensfejer i Danmark, så uanset hvor man bor, kan man selv vælge sin skorstensfejer. Det er pålagt kommunerne i Danmark at tilbyde skorstensfejning til deres borgere, men den enkelte borger behøver ikke at benytte sig af det kommunale tilbud.
| Job | Spire Denne artikel om et job eller en stillingsbetegnelse er en spire som bør udbygges. Du er velkommen til at hjælpe Wikipedia ved at udvide den. |